# Ponikła (województwo łódzkie)
Ponikła – wieś w Polsce położona w województwie łódzkim, w powiecie opoczyńskim, w gminie Poświętne.
W latach 1975–1998 miejscowość położona była w województwie piotrkowskim.
Ponikła leży na terenie Spalskiego Parku Krajobrazowego. Wieś otoczona jest sosnowymi lasami Puszczy Pilickiej. Aż do II wojny światowej lasy te były terenami łowieckimi. W trakcie II wojny 
światowej działali tu partyzanci pod dowództwem majora (pośmiertnie awansowanego do stopnia pułkownika) Henryka Dobrzańskiego Hubala.
Wierni kościoła rzymskokatolickiego należą do parafii św. Filipa Neri i św. Jana Chrzciciela w Studziannie.